# 桂林槭
桂林槭（学名：Acer kweilinense）为无患子科槭属的植物，为中国的特有植物。分布在中国大陆的贵州、广西等地，生长于海拔1,000米至1,500米的地区，常生长在疏林中，目前已由人工引种栽培。